# Фангареј
Фангареј (енгл. и маор. Whangarei; изговор:  или /ˌfɒŋəˈreɪ/) је град на Новом Зеланду. Смештен је у региону Нортланд на Северном острву. То је најсевернији град на Новом Зеланду. Званично нема статус града већ се води као Фангареј дистрикт који је формиран 1989.

## Становништво
| 2001.  | 2006.  | 2013.  |
| ------ | ------ | ------ |
| 68.094 | 74.463 | 76.995 |